# 마인드 (음악 그룹)
마인드(M - Ind)는 대한민국의 음악 그룹이다. 현재 소속사는 PQM이다. 이 그룹의 일원인 커피는 만화 아기공룡 둘리의 새로운 주제가를 부른 가수로 알려져 있다.
2008년 첫 싱글 "WA"(타이틀 'Open eyes')를 발표한 이후 2009년 디지털 싱글 "구제불능"(타이틀 '구제불능')을 발표하고 있다.

## 대표작

### 음반
- 싱글 앨범 《와》(Wa) '2008'
- [디지털 싱글] (구제불능) '2009'